# Стевча Михайлович
Стевча Михайлович е сръбски политик, министър-председател на Сърбия по време на Източната криза от 1875-1878 година.

## Биография
Стевча Михайлович е роден в Ягодина през 1804 година. Женен за племенница на княз Милош Обренович, той служи като митнически чиновник. През първото управление на Михаил Обренович (от 1839 до 1842 година) е окръжен управител на Чачак. След бунта на Тома Вучич Перишич, довел до свалянето на княз Михаил от власт, Михайлович е затворен, а по-късно се оттегля в родния си град и се занимава с търговия.
През 1858 година Михайлович е избран за депутат. Оглавява привържениците на Обреновичите в Скупщината, която принуждава княз Александър Караджорджевич да абдикира.
От 1858 до 1861 година Михайлович е председател на Държавния съвет. През 70-те години ръководи една от фракциите на либералите. Оглавява правителството през 1875 и отново през 1876 година със задачата да подпомогне Херцеговинско-босненското въстание. Управлява Сърбия по време на първата и втората война с Османската империя. След Берлинския конгрес отстъпва властта на Йован Ристич.